# Morrens
Morrens ist eine politische Gemeinde im Distrikt Gros-de-Vaud des Kantons Waadt in der Schweiz. Ihr Name wird vom Bundesamt für Statistik mit dem Kantonskürzel versehen um eine Verwechslung mit der homophonen Gemeinde Morens im Kanton Freiburg zu vermeiden.

## Geographie
Morrens liegt auf 702 m ü. M., 8 km nördlich der Kantonshauptstadt Lausanne (Luftlinie). Das Dorf erstreckt sich auf einer Höhe am Westrand des Jorat, zwischen dem Talent im Norden und der Mèbre im Süden, im südlichen Gros de Vaud, im Waadtländer Mittelland.
Die Fläche des 3,7 km² grossen Gemeindegebiets umfasst einen Abschnitt des höheren Waadtländer Mittellandes. Die Hochfläche von Morrens befindet sich auf der Wasserscheide zwischen dem Talent (im Einzugsgebiet des Rheins) und der Mèbre (im Einzugsgebiet der Rhone). Diese beiden Flüsse bilden die nördliche beziehungsweise die südliche Gemeindegrenze. Auf dem Hügel von Morrens, auch Le Signal genannt, wird mit 718 m ü. M. der höchste Punkt der Gemeinde erreicht. Nach Norden erstreckt sich der Gemeindeboden auf der Kuppe westliche des Talent bis in das Waldgebiet Bois aux Allemands. Von der Gemeindefläche entfielen 1997 13 % auf Siedlungen, 20 % auf Wald und Gehölze und 67 % auf Landwirtschaft.
Zu Morrens gehören die Ortsteile und Neubausiedlungen Montelier (687 m ü. M.) im Norden und Petit Montelier (695 m ü. M.) im Osten des Dorfes sowie der Weiler Biolettes (677 m ü. M.) nördlich der Mèbre. Die Nachbargemeinden von Morrens sind im Südwesten Cheseaux-sur-Lausanne, im Nordwesten Etagnières, im Norden Assens, im Nordosten Bretigny-sur-Morrens, im Südosten Cugy und im Süden eine Exklave von Lausanne.

## Bevölkerung
Mit 1142 Einwohnern (Stand 31. Dezember 2023) gehört Morrens zu den kleineren Gemeinden des Kantons Waadt. Von den Bewohnern sind 90,3 % französischsprachig, 6,2 % deutschsprachig und 0,9 % italienischsprachig (Stand 2000). Die Bevölkerungszahl von Morrens belief sich 1900 auf 285 Einwohner. Seit 1960 (234 Einwohner) wurde eine rasante Bevölkerungszunahme mit einer Vervierfachung der Einwohnerzahl innerhalb von 40 Jahren verzeichnet.

## Wirtschaft
Morrens war bis in die zweite Hälfte des 20. Jahrhunderts ein vorwiegend durch die Landwirtschaft geprägtes Dorf. Heute haben der Ackerbau und die Viehzucht nur noch eine marginale Bedeutung in der Erwerbsstruktur der Bevölkerung. Mit dem Wachstum der Bevölkerung seit den 1970er Jahren liessen sich auch einige kleinere und mittlere Unternehmen im Ort nieder, vor allem in den Bereichen Computertechnologie, Haushaltapparate und Elektrotechnik. In den letzten Jahrzehnten hat sich das Dorf dank seiner attraktiven Lage zu einer Wohngemeinde entwickelt. Viele Erwerbstätige sind deshalb Wegpendler, die hauptsächlich im Grossraum Lausanne arbeiten.

## Verkehr
Die Gemeinde liegt abseits grösserer Durchgangsstrassen an einer Verbindungsstrasse von Cheseaux-sur-Lausanne nach Cugy. Der Autobahnanschluss Lausanne-Blécherette an der 1974 eröffneten A9 (Lausanne-Sion) ist rund 5 km, der Anschluss Cossonay an der 1981 eröffneten A1 (Lausanne-Yverdon) rund 7 km vom Ortskern entfernt. Durch einen Postautokurs, der von Cheseaux-sur-Lausanne nach Cugy verkehrt, ist Morrens an das Netz des öffentlichen Verkehrs angebunden.

## Geschichte
Auf dem Gemeindegebiet wurden Spuren einer gallorömischen Siedlung gefunden. Die erste urkundliche Erwähnung des Ortes erfolgte 1147 bereits unter dem heutigen Namen Morrens; 1272 erschien die Schreibweise Morrans. Der Ortsname geht wahrscheinlich auf den lateinischen Namen Maurus zurück.
Im Mittelalter gehörte Morrens zur Herrschaft Bottens, 1535 wurde es eine eigene kleine Herrschaft. Mit der Eroberung der Waadt durch Bern im Jahr 1536 kam das Dorf unter die Verwaltung der Vogtei Lausanne. Nach dem Zusammenbruch des Ancien Régime gehörte Morrens von 1798 bis 1803 während der Helvetik zum Kanton Léman, der anschliessend mit der Inkraftsetzung der Mediationsverfassung im Kanton Waadt aufging. 1798 wurde es dem Bezirk Echallens zugeteilt.

## Sehenswürdigkeiten
Die reformierte Kirche Saint-Nicolas stammt ursprünglich aus dem Mittelalter, wurde später aber mehrfach umgestaltet und restauriert. Neben der Kirche steht das Pfarrhaus aus dem 17. Jahrhundert, in dem der Major Jean Daniel Abraham Davel im Jahr 1670 geboren wurde. Das im 17. Jahrhundert von der Familie de Saussure, der Besitzerin der Herrschaft Morrens während der Berner Zeit, errichtete Herrenhaus wurde zum Gemeindehaus umgewandelt.

## Persönlichkeiten
- Concetta Marino (* 27. Februar 1942 in Sant’Angelo dei Lombardi), Malerin, Zeichnerin mit Atelier in Morrens[5]
- Jean Daniel Abraham Davel (* 1670 in Morrens; † 1723 in Vidy), Schweizer Rebell
- Daniel Secrétan (1895–1971), Diplomat, geboren in Morrens